# Scopula episticta
Scopula episticta är en fjärilsart som beskrevs av Turner 1942. Scopula episticta ingår i släktet Scopula och familjen mätare. Inga underarter finns listade.